# Parapsyche birmanica
Parapsyche birmanica är en nattsländeart som beskrevs av Schmid 1968. Parapsyche birmanica ingår i släktet Parapsyche och familjen ryssjenattsländor. Inga underarter finns listade i Catalogue of Life.